# San Martín, Aquismón
San Martín är en ort i Mexiko.   Den ligger i kommunen Aquismón och delstaten San Luis Potosí, i den centrala delen av landet, 230 km norr om huvudstaden Mexico City. San Martín ligger 921 meter över havet och antalet invånare är 240.
Terrängen runt San Martín är kuperad åt nordväst, men åt sydost är den bergig. Runt San Martín är det ganska tätbefolkat, med 90 invånare per kvadratkilometer. Närmaste större samhälle är Xilitla, 19,7 km sydost om San Martín. I omgivningarna runt San Martín växer i huvudsak städsegrön lövskog.